# Casque (contre-torpilleur)
Pour les articles homonymes, voir Casque (homonymie).
Le Casque était l’un des douze contre-torpilleurs de classe Bouclier construits pour la marine française dans la première décennie du XXe siècle. Il a été vendu à la ferraille en 1927.

## Conception
La classe Bouclier a été conçue selon une spécification très générale et les navires différaient considérablement les uns des autres de diverses manières. Les navires avaient une longueur totale de 74 à 78,3 mètres, une largeur de 7,6 à 8 mètres et un tirant d'eau de 2,9 à 3,1 mètres. Conçu pour déplacer 800 tonnes métrique, le Casque avait un déplacement de 720 à 756 tonnes à charge normale. Leur équipage comptait entre 80 et 83 hommes.
Le Casque était propulsé par trois turbines à vapeur à entraînement direct Parsons, chacune entraînant un arbre d'hélice utilisant de la vapeur fournie par quatre chaudières à tubes d'eau. Les moteurs ont été conçus pour produire 13 000 chevaux (9 700 kW), ce qui était destiné à donner aux navires une vitesse de 30 nœuds (56 km/h). Le Casque a largement dépassé cette vitesse, atteignant 34,9 nœuds (64,6 km/h) lors de ses essais en mer. Les navires transportaient suffisamment de mazout pour leur donner une autonomie de 1 200 à 1 600 milles marins (2 200 à 3 000 km) à une vitesse de croisière de 12 à 14 nœuds (22 à 26 km/h).
L’armement principal des navires de la classe Bouclier se composait de deux canons de 100 millimètres modèle 1893 dans des affûts simples, un à l’avant et un à l’arrière des superstructures, et de quatre canons de 65 millimètres modèle 1902 répartis au milieu du navire. Ils étaient également équipés de deux affûts jumeaux pour des tubes lance-torpilles de 450 millimètres au milieu du navire.
Pendant la Première Guerre mondiale, un canon antiaérien de 45 millimètres ou 75 millimètres, deux mitrailleuses de 8 millimètres et huit ou dix grenades anti-sous-marines de type Guiraud ont été ajoutés aux navires. Le poids supplémentaire a gravement surchargé les navires et réduit leur vitesse maximale à environ 26 nœuds (48 km/h).

## Carrière
Commandé aux Forges et chantiers de la Méditerranée, le Casque est lancé le 25 août 1910 à son chantier naval de La Seyne-sur-Mer. Le navire a été achevé en 1911.
Au début de la Première Guerre mondiale en août 1914, le Casque est affecté à la 1re escadrille de torpilleurs de la 1re Armée navale. Au cours des phases préliminaires de la bataille d'Antivari, au Monténégro, le 16 août, les 1re, 4e et 5e flottilles de contre-torpilleurs sont chargées d’escorter le gros de la 1ère armée navale tandis que les 2e, 3e et 6e flottilles escortent les croiseurs cuirassés de la 2e escadre légère et deux croiseurs britanniques. Après avoir réuni les deux groupes et repéré le croiseur protégé austro-hongrois SMS Zenta et le destroyer SMS Ulan, les contre-torpilleurs français n’ont joué aucun rôle dans le naufrage du croiseur, bien que la 4e flottille ait été envoyée dans une poursuite infructueuse du Ulan. Après avoir brisé le blocus austro-hongrois d’Antivari (aujourd’hui Bar), le vice-amiral Augustin Boué de Lapeyrère, commandant de la 1re armée navale, décide d’acheminer troupes et ravitaillement vers le port à l’aide d’un petit paquebot réquisitionné, le SS Liamone, escorté par la 2e escadre légère, renforcée par le croiseur cuirassé Ernest Renan, et escorté par le contre-torpilleur Bouclier avec les 1re et 6e flottilles de contre-torpilleurs sous son commandement, tandis que le reste de la 1re armée navale bombarde le 1er septembre la base navale austro-hongroise de Cattaro, au Monténégro. Quatre jours plus tard, la flotte assure l’évacuation de Danilo, prince héritier du Monténégro, à bord du Bouclier, vers l’île grecque de Corfou. La flottille escorte plusieurs petits convois chargés de ravitaillement et d’équipement jusqu’à Antivari, à partir d’octobre et jusqu’à la fin de l’année, toujours couverts par les plus gros navires de l’armée navale dans des tentatives futiles d’attirer la flotte austro-hongroise dans la bataille. Au milieu de ces missions, les 1re et 6e flottilles sont dirigées par le contre-torpilleur français Dehorter alors qu’elles effectuent un raid au sud de Cattaro dans la nuit du 10 au 11 novembre à la recherche infructueuse de destroyers austro-hongrois.
Le torpillage du cuirassé français Jean Bart le 21 décembre provoqua un changement dans la tactique française, car les cuirassés étaient trop importants pour risquer de les exposer à une attaque sous-marine. Désormais, seuls les destroyers escorteront les transports. Après la signature du pacte de Londres par l’Italie et sa déclaration de guerre à l’Empire austro-hongrois le 23 mai 1915, Boué de Lapeyrère réorganise ses forces pour couvrir les abords de l’Adriatique et y interdire la navigation marchande des puissances centrales, car la Marine royale italienne (Regia Marina) est désormais la principale responsable de l’Adriatique elle-même. Sa zone de responsabilité s’étendait de la Sardaigne à la Crète et il la divisa en deux zones, la 1re escadre légère étant affectée à la zone ouest et la 2e escadre légère à l’est. Les contre-torpilleurs de la 1re armée navale qui n’étaient pas affectés en renfort des Italiens furent transférés aux 1re et 2e flottilles de l’armée navale nouvellement formées. Les 1re et 3e flottilles de contre-torpilleurs sont affectées à la 2e flottille de l’armée navale qui est chargée de soutenir les croiseurs de la 2e division légère.